# Sonntagsblätter
Die in Wien von 2. Jänner 1842 bis 12. März 1848 und von 19. März 1848 bis 22. Oktober 1848 erschienen Sonntagsblätter hatten ein Format von 8°. Diese Wochenschrift hatte wechselnde Verleger und Eigentümer.
Als tägliche Ergänzung erschien im Jahr 1848 (27. März – 24. Oktober) zu den Sonntagsblättern die Wiener Abendzeitung. Herausgeber und Redakteur war Ludwig August Frankl. Ab 4. Juli 1848 erfolgte eine Hauptsachtiteländerung zu Lud. Aug. Frankl's Abendzeitung.

## Impressum
- 1844: Pfautsch (Verl., Hrsg.);
- 1845–1846 Pfautsch (Verl.);
- 3. Jänner – 21. November 1847: Mörschner's Wwe u. W. Bianchi (Verl.);
- 28. November 1847 – [20. März] 1848: Mörschner's Wwe & J. Greß (Verl.)
- Ludwig August Frankl (Herausgeber u. Redakteur).
- 1842–1846: Franz Edler v. Schmid u. J. J. Busch (Druck)
- 1847–1848: Josef Stöckholzer v. Hirschfeld (Druck)